# Томас Сас
Томас Стивън Сас (първите две имена на английски, фамилията на унгарски: Thomas Istvan Szasz) (на унгарски: Szász Tamás István) е психиатър и академик. От 1990 е почетен професор по психиатрия В Здравния научен център към Щатския университет в Ню Йорк в Сиракюз. Той е важна фигура в движението на антипсихиатрията, добре познат социален критик на морала и научните основи на психиатрията, и целите за социален контрол на медицината в модерното общество, както и на сциентизма. Добре познат е с книгите си „Митът за душевната болест“ (1960) и Изфабрикуването на лудостта: Сравнително изследване на мъчението и движението за душевно здраве", където се поставят някои аргументи, с които той е най-асоцииран.
Томас Сас никога не е заявявал директно, че е антипсихиатър, но идеите му са антипсихиатрични. Като цяло, антипсихиатрията споделя следните виждания: психични заболявания не съществуват, не се подкрепя принудителното лечение и е против методи на лечение като лоботомия, електроконвулсивна терапия или медикаменти. Всичко това, според антипсихиатрията вреди на човек и е конспиративно обвързано с големите фармацевтични индустрии.

## Биография
Томас Сас е роден в еврейско семейство на 15 април 1920 г. в Унгария. През 1941 г. напуска родината си, за да се пресели в САЩ. По това време фашизмът е поставил под свое подчинение почти цяла Европа. Сас следва медицина в Синсинати и психиатрична специализация в Бостън и Чикаго. В Чикаго принадлежи към екипа на Психоаналитичния институт, където преподават Франц Александер и Хелене Дойч. От 1951 до 1956 г., Сас е преподавател по психоанализа в този институт. От 1956 г. той е професор по психиатрия в Щатския университет в Ню Йорк. Сас отрано изказва критични забележки към психиатрията и психоанализата. През 1961 г. става прочут с книгата си „Митът за психичната болест“. Оттогава той постоянно напада с тежки думи своите колеги по психотерапия, а също така лечебната и болнична практика на психиатрите. Други известни заглавия са книгите му „Право, свобода и психиатрия“ (1963), „Изфабрикуването на лудостта“ (1974), „Ритуалът на дрогата“ (1978), „Шизофренията – свещеният символ на психиатрията“ (1979), „Теология на медицината“ (1980), „Митът за психотерапията“ (1982). Във всички тези текстове кипи страстна борба. Според Томас Сас, така наречените „болни“ не бива да се лекуват чрез електрошокове, инсулинолечение, лоботомия и „химически усмирителни ризи“, защото става дума за „хора с нарушена комуникация“. Това означава, че тези хора не са болни, в медицинския смисъл на думата и срещу тях се извършват неетични процедури.

## Идеи
За Томас Сас, поставянето на психиатрична диагноза представлява един неприятен етикет за пациента, който го стигматизира за цял живот. Сас поддържа идеята, че психични заболявания не съществуват, определяйки ги като митове. Психичното заболяване е една метафора, която описва житейските проблеми в социума и представлява едно социално неприемливо поведение, което според него е неправилно да се диагностицира медицински. С това той има предвид, че психиката няма как да боледува, защото тя не е телесен орган, какъвто е мозъкът например, при който може да се докаже някаква биологична патология ако съществува. Твърди също, че при психичните разстройства доказването на такава патология е невъзможно и по този начин те представляват просто метафори. Затова политиката и лични интереси тласкали лекарите сами да изфабрикуват (измислят) така наречените „психични болести“, които служели като основание за затварянето на пациенти по психиатриите. Психиатрията, подкрепена от държавата чрез различни актове за психично здраве, се превръща в светска религия със сложна система за социален контрол, според Сас. Той казва, че тя използва груба сила и фина индоктринация, която се прикрива зад претенциите, че е рационална, систематична и научна. За него психиатрията е псевдонаука, използваща медицински звучащи думи, която парадира без покритие, че е дял от медицината. Сас пише, че психиатрията е създадена през 17 век, за да изследва и контролира тези, които са се отклонили от медицинските норми на социално поведение. Хората трябва да могат сами да избират как да живеят и как да умират, как и дали изобщо да се лекуват без намесата на фармацевтичните индустрии или държавата, смята Сас.
В увода на книгата „Митът за психотерапията“ Сас заявява: „Ще се опитам да покажа, че с постъпателния упадък на религията и с развитието през 18 век на науката, грижата за терапията на грешните души, която междувременно е била дял на християнските църкви, бе преобразувана и се прояви като грижа за терапията на болния дух, а така и се превърна в цялостно направление в медицинската наука“. В тази книга той поддържа схващането за положителния терапевтичен ефект на религията върху хората, спрямо по-късно възникналата „псевдорелигия“ наречена Психотерапия. Понеже религията е автентична, даваща резултат в социален план, а психотерапията не е, той определя психотерапията за мит.
Сас смята, че има много хора, които се представят за психично болни, а те всъщност не са. С това целят лични облаги като финансова помощ, достъп до лекарства, избягване на училище, работа или военна служба. Това положение се използва също и като смекчаващ фактор при осъждане по съдебни дела. Ако обвиняемият в съда се представи като невменяем, санкциите и наказанията ще са по-леки за него, понеже не може да носи наказателна отговорност. Според Томас Сас, по този начин психиатрите правят услуга на престъпниците. Затова е най-добре понятието „невменяем“ да се премахне от юридическата практика и всеки да носи еднаква наказателна отговорност за постъпките си, твърди Сас.
Психиатрията трябва да се разграничи от държавата, според Сас. Ако се допусне, че психичното заболяване е поведение, което не е социално одобрено, то държавата няма право да налага психиатрично лечение. Държавата не би трябвало да може да се намесва в практиките на психичното здраве и да произвежда етикети като „луд“ или „наркоман“. Сас посочва, че навремето преследването е било насочено към вещици и евреи, а сега същото преследване е насочено към „наркоманите“ и „лудите“. Всички тези хора са били взети като изкупителни жертви в ритуални церемонии. Гледната му точка сравнява съюза през средновековието между църквата и държавата, с този на психиатрията и държавата. Според него, подобно сливане не трябва да има, защото се нарушават човешките права. Сас дори сравнява ролята на психотерапевтът и психиатъра с тази на свещеника, а техните действия често ги обявява за неетични и властолюбиви, нарушаващи човешката личност и правото на избор. За него, психотерапевтът не е по-различен от свещеник, който учи другите как да живеят и как да мислят. А властта на психиатрията той сравнява с тази на инквизицията през Средновековието.

## Критическа оценка
През 1952 г., в САЩ Л. Рон Хъбард(писател фантаст) създава система от религиозни вярвания и философски идеи наречени Сциентология и псевдонауката Дианетика. През 1953 г. той основава Църква на Сциентологията. Водачите на църквата смятат, че светът ще бъде спасен само ако се разкрият тайните на държавите. Има осъдени сциентолози за изнудване на хора, които продават свои имоти и дават всичките си спестявания на въпросната църква. През 1996 г. е установена връзка между изнудването и причините за самоубийство на член от сектата. Тогава парламентарна комисия определя Сциентологията като секта. През 1969 г. Томас Сас и „Църква на Сциентологията“ създават „Гражданска комисия по правата на човека“, която се финансира от Църква на Сциентологията. Тази комисия се обявява против принудителното психиатрично лечение и следи за неетичните психиатрични практики, като разследва и събира различни оплаквания. Сас е бил член на управителния съвет на комисията като учредителен комисар. За 25-тата годишнина на комисията, Сас заявява: 
"Ние всички трябва да почитаме „Гражданската комисия по правата на човека“, защото тя наистина е организация, която за първи път в човешката история наддава политически, 
социален и международно значим глас за борба с психиатрията. Това никога не е било правено преди в човешката история."
 

В едно интервю от 2009 г. Томас Сас се разграничава като участник в Сциентологията и обяснява причината за сътрудничеството си с гражданската комисия (CCHR):
„След като дълго бях учреден като критик на психиатрията, се присъединих към организацията, понеже тогава те бяха единствената организация и все още са, 
която имаше достъп до пари и адвокати. Тя имаше активен опит да освобождава пациенти, които бяха затворени в психиатрични болници, които не са извършили престъпления и искаха да се измъкнат от болницата. Това за мен беше 
много основателна причина. Аз съм атеист. Не вярвам в християнството, в юдаизма, в исляма, в будизма и не вярвам в Сциентологията. Нямам нищо общо със Сциентологията.“
Видният критик на Сциентологията Майк Гьормез посочва, че сътрудничеството между Сас и Църква на Сциентологията е било наивно, лекомислено и морално съмнително. Той обвинява Сас за това, че е позволил да бъде така използван от организацията.
Стивън Шарфщайн (психолог и психиатър) сравнява протестиращите сциентолози като противници от всякакъв вид. Лекарите, казва Шарфщайн, търсят истината върху научна основа и постигат възпроизведими резултати чрез научни изследвания. Докато сциентолозите представляват точно обратното. Те образуват едно анти-научно движение, заедно с групи като фанатици на сексуалното въздържание, защитници на интелигентния дизайн, отричащите глобалното затопляне, противници на ваксините, хомофоби и противници на изследванията на стволови клетки.
Гражданска комисия по правата на човека провежда кампании срещу електроконвулсивната терапия, Prozak, Ritalin и срещу различни здравни закони. Организацията има музей „Психиатрия: индустрия на смъртта“. Също така създават документални, конспиративни и пропагандни филми като „Психиатрия: индустрия на смъртта“(„Psychiatry: An Industry of Death“) и „Продажба на лудост“(„The Marketing of Madness: Are We All Insane?“). В „Психиатрия:индустрия на смъртта“ са участвали двама академици – Майкъл Беренбаун и Артър Каплан. Те двамата отхвърлят атаките на филма срещу психиатрията, като Каплан заявява, че е записан без да знае какъв ще е филма. Той описва продуцентите като нечестни. Журналистът Андрю Гумбел критикува филма като „груб и параноичен“. Според него, не-учени нямат право да се произнасят по медицински въпроси, каквато била публицистът на CCHR Марла Филидеи.
Насир Гхайми е психиатър от Бостън. Той пише, че поддръжниците на Томас Сас виждат в него един смел човек, въпреки че повечето му колегите го обвинявали във фанатизъм. Сравнява психиатър, който твърди, че няма психични заболявания с кардиолог, който твърди, че няма сърдечни заболявания. Гхайми описва един показателен случай. Сас имал колега психиатър, който се лекувал при него от маниакално-депресивно заболяване. Сас преценил, че лекарството на неговия пациент трябвало да се спре. То било литий. Шест месеца след спирането на литият, пациентът се самоубил. Срещу Сас било повдигнато дело от овдовялата съпруга на пациента. Чрез контролирани проучвания е установено, че литият предотвратява самоубийствата. Тук вариантите са два, според Гхайми – или медицинските проучвания са грешни, или Сас е сгрешил.
Според Томас Сас, с напредъка на науката хората са се отдалечили от религиозния живот, който е предлагал лечение за душите им. Това е истинското терапевтиране – чрез автентичната религия. Но с времето, психотерапията постепенно става като заместител на религията. Поради това Сас определя помощта на религията като истинска, а помощта от психотерапията – като неавтентична. Щом е неавтентична, значи е неефикасна, а това я прави ненаучна. Сас стига до извода, че психотерапията е „псевдорелигия“, наричайки я мит.
Всичко това е вярно толкова, доколкото описва историческото развитие на психотерапията. Историческото развитие на астрономията е не по-различно, водейки началото си с астрологията. Но астрономията не се определя като псевдонаука, а астрологията като автентична, каквато грешка допуска Сас при определянето на психотерапията и религията. Древността (изминалите години) на едно учение не е гаранция за неговата автентичност и правдивост.
Психиатърът неомарксист Дейвид Купър (антипсихиатър) е създал понятието „Антипсихиатрия“, като противовес на методите на традиционната психиатрия от XX век. Според него „всички си имаме лудост“, но не толкова колкото е при шизофренията. Той разглежда шизофренията като продукт от семейството и обществото, а самият шизофреник – като жертва на тези „шизофренични модели“. Така шизофренията е следствие от потискането на личността в семейството и обществото. Шизофренията, според него не е заболяване, а революционен знак на протест против обществения строй – всеки „луд спрямо властта“ го затварят в клиника. Купър смята, че лудостта и психозата са резултат от влиянието на обществото и че решението се постига чрез революция. Той не вижда проблемът като биологически и психически, а само като социален. Подобни виждания за социалната роля на психичните заболявания споделя и Томас Сас. Диагнозата на психичните разстройства и дори шизофренията се описват от Сас като метафори. За него това не са заболявания в медицинския смисъл. Те представляват описание на житейските проблеми на хората в обществото. Така проблемът става чисто морален, а не психиатричен. Според него, това са неприемливи поведения, които не бива да се диагностицират, нито да се лекуват, защото „психичните заболявания са мит“, а тяхната доказателствена стойност е под съмнение. След като не съществуват, няма какво да се лекува. Сас прави извода, че всичко това се дължи на социума и политиките на психиатрията с държавата. За него проблемът е предимно социален. Следователно, диагнозите са измислици, които „сътрудничат“ на държавата, за да се вкарват „неудобните на властта“ в психиатрия. Последното е вярно в периодът, в който Сас твори и живее – тоталитарните режими на фашизма и комунизма.
В XXI век изводите на Сас събират само фенове на конспиративната теория. Официалните изследвания на някои психични разстройства и на шизофренията обаче говорят друго. Изследванията показват, че психичните разстройства, наречени от Сас „измислица“ или „мит“, имат наследствен фактор, което ги прави биологически и психически значими. Подобни виждания е имал Зигмунд Фройд, наричайки факторите конституционални. Това е в разрез с тезата на Сас, виждайки факторите предимно като социални. Симптомите при шизофренията се съпътстват от халюцинации. Очевидно е, че обществото и политическият режим не възпроизвеждат тези халюцинации в главата на пациента, за да се вземе предвид единствено социалния фактор като важен. Обществото и моралните му дилеми могат да играят ролята на отключващ фактор към дадено психично заболяване. Но човек, освен социален, той е биологически и психически функциониращ в това общество. Антипсихиатричният възглед, че шизофренията е продукт на социални процеси е бил повлиян от социалните науки за чернокожото население в САЩ и тяхната стигма (следвоенният период). По този начин Антипсихиатрията започва да вярва, че шизофренията, подобно на расистките идеи за чернокожите е продукт на социални процеси и политика. Този възглед обаче не отговаря на реалността и на медицинските изследвания за шизофренията.
Психичното заболяване е умствено или психично увреждане, при което са необходими мерки за рехабилитация. То се разбира като патологично разстройство, което засяга живота на човек. При тежки психози, човек не разбира, че е болен заради заболяването си. То засяга патологично: възприятието (илюзии и халюцинации), настроението (еуфория и тъга), емоциите и афектите (радост, щастие, скръб, тъга, страх), мисленето и речта (несвързаност, нелогичност, параноичност, грандомандност, заекване, прекалено бърза реч), поведението и преживяванията (хиперактивност, агресивност, самоубийство, убийство), телесните функции (гадене, повръщане, глад, замайване, диария, запек, ускорен пулс. Нарушенията са без да са нарушени органите и физиологията им) и то засяга социалните взаимоотношения. За Томас Сас тези индивидуални патологии не съществуват – те са мит, а някои от болните дори симулират и си измислят. Той смята, че психиатрите са се наговорили да има болни, от които да печелят. Патологичните нарушения могат да бъдат причинени от психични или чисто физически фактори. Те стават разпознаваеми при психични и поведенчески симптоми, които могат да залегнат в кризите на умствената дейност на човек и неговите психични структури. Фармакологични изследвания при хора, заедно с анализи на трансмитерните метаболити в кръвта, урината и гръбначномозъчната течност, както и в мозъка на самоубийци са довели до заключението, че невротрансмитерите играят роля при широкото разнообразие от психични разстройства. Например ендогенната депресия е свързана с намаляването на норепинефрин и серотонин в мозъка, както и с вероятни промени на допамина и ацетилхолина. Приема се, че шизофренията се дължи на прекомерна допаминова активност. Разбирането на механизмите, лежащи в основата на тези разстройства, е инструментално за развитието на терапевтични средства, които да бъдат полезни при лечението на такива заболявания.

## Книги
- 1971 „The Ethics of Addiction“ in American Journal of Psychiatry, vol. 128 pp.541 – 546
- 1973 The Second Sin. Doubleday.
- 1973 (editor). The Age of Madness: A History of Involuntary Mental Hospitalization Presented in Selected Texts. Doubleday Anchor.
- 1974 (1961). The Myth of Mental Illness: Foundations of a Theory of Personal Conduct. Harper & Row.
- 1976 Heresies. Doubleday Anchor.
- 1984 The Therapeutic State: Psychiatry in the Mirror of Current Events. Buffalo NY: Prometheus Books.
- 1985 (1976). Ceremonial Chemistry: The Ritual Persecution of Drugs, Addicts, and Pushers. Holmes Beach FL: Learning Publications.
- 1987 (1963). Law, Liberty, and Psychiatry: An Inquiry into the Social Uses of Mental Health Practices. SUP.
- 1988 (1965). Psychiatric Justice. SUP.
- 1988 (1965). The Ethics of Psychoanalysis: The Theory and Method of Autonomous Psychotherapy. SUP.
- 1988 (1957). Pain and Pleasure: A Study of Bodily Feelings. SUP.
- 1988 (1976). Schizophrenia: The Sacred Symbol of Psychiatry. SUP.
- 1988 (1977). The Theology of Medicine: The Political-Philosophical Foundations of Medical Ethics. SUP.
- 1988 (1978). The Myth of Psychotherapy: Mental Unraveling as Craziness, Rhetoric, and Opression. SUP.
- 1990 (1980). Sex by Prescription. SUP.
- 1990 The Untamed Tongue: A Dissenting Dictionary. Lasalle IL: Open Court.
- 1990 Anti-Freud: Karl Kraus and His Criticism of Psychoanalysis and Psychiatry. SUP. First printed in 1976 as Karl Kraus and the Soul-Doctors: A Pioneer Critic and His Criticism of Psychiatry and Psychoanalysis. Louisiana State University Press.
- 1991 (1970. Ideology and Insanity: Essays on the Psychiatric Dehumanization of Man. SUP.
- 1993 A Lexicon of Lunacy: Metaphoric Malady, Responsibility, and Psychiatry. New Brunswick NJ: Transaction Books.
- 1996 (1992). Our Right to Drugs: The Case for a Free Market. SUP.
- 1996 Cruel Compassion: Psychiatric Control of Society's Unwanted. SUP.
- 1996 The Meaning of Mind: Language, Morality, and Neuroscience. SUP.
- 1997 (1987) Insanity: The Idea and Its Consequences. SUP.
- 1997 (1977). Psychiatric Slavery: When Confinement and Coercion Masquerade as Cure. SUP.
- 1997 (1970). The Manufacture of Madness: A Comparative Study of the Inquisition and the Mental Health Movement. SUP.
- 1999 (1996). Fatal Freedom: The Ethics and Politics of Suicide. Westport CT: Praeger.
- 2001 (1996). Pharmacracy: Medicine and Politics in America. Westport CT: Praeger.
- 2002 Liberation By Oppression: A Comparative Study of Slavery and Psychiatry. New Brunswick NJ: Transaction Books.
- 2004 Words to the Wise: A Medical-Philosophical Dictionary. New Brunswick NJ: Transaction Books.
- 2004 Faith in Freedom: Libertarian Principles and Psychiatric Practices. New Brunswick NJ: Transaction Books.
- 2006 My Madness Saved Me: The Madness and Marriage of Virginia Woolf. Somerset NJ: Transaction Publishers.
- 2007 Coercion as Cure: A Critical History of Psychiatry. New Brunswick (USA) London (UK) Transaction Publishers
- 2007 The Medicalization of Everyday Life: Selected Essays. SUP.

### Вторична литература
На български описание на идеите на Шаш може да се намерят в книгата:
- Йозеф Ратнер, Психоанализа Класиците, Кибеа, 2005